# 1948 v hudbě
Tento článek obsahuje události související s hudbou, které proběhly v roce 1948.

## Vydaná alba
- „Christmas Songs By Sinatra“ – Frank Sinatra

## Největší hity
- „O Sole Mio“ – Mario Lanza

## Narození
- 10. ledna – Donald Fagen, Steely Dan
- 17. ledna – Mick Taylor, John Mayall's Bluesbreakers, The Rolling Stones
- 4. února – Alice Cooper
- 2. března – Rory Gallagher
- 4. března – Chris Squire, Yes
- 8. března – Peggy March
- 22. března – Andrew Lloyd Webber
- 26. března – Steven Tyler, Aerosmith
- 1. dubna – Jimmy Cliff
- 17. dubna – Jan Hammer
- 30. dubna – Wayne Kramer, MC5
- 5. května – Bill Ward, Black Sabbath
- 12. května – Steve Winwood, Blind Faith
- 15. května – Brian Eno
- 17. května – Ivan Král, Patti Smith Group
- 25. května – Klaus Meine, Scorpions
- 29. června – Ian Paice, Deep Purple
- 16. srpna – Barry Hay, Golden Earring
- 20. srpna – Robert Plant, Led Zeppelin
- 24. srpna – Jean Michel Jarre
- 26. září – Olivia Newton-Johnová
- 1. října – Cub Koda, Brownsville Station
- 8. října – Johnny Ramone, Ramones
- 3. prosince – Ozzy Osbourne, Black Sabbath

## Úmrtí
- 8. září – Hynek Kubát, Kladenská filharmonie
- 24. října – Franz Lehár

## Vážná hudba
- John Cage – Suite for Toy Piano
- Bohuslav Martinů – Piano Concerto No. 3; The Strangler (ballet)
- Francis Poulenc – Cello Sonata
- Sergej Prokofjev – The Story of a Real Man (opera)
- Dmitrij Šostakovič – From Jewish Folk Poetry (song cycle)
- Igor Stravinskij – Mass for Chorus and Double Wind Quintet